# Bedotia sp. nov. 'Nosivola'
Bedotia sp. nov. 'Nosivola' là một loài cá thuộc họ Bedotiidae. Nó là loài đặc hữu của Madagascar. Môi trường sống tự nhiên của chúng là sông có nước theo mùa. Nó bị đe dọa do mất môi trường sống.